# Vom Scheitel bis zur Sohle
Vom Scheitel bis zur Sohle war eine Ratgebersendung im Fernsehen der DDR.

## Sendung
Die Ratgebersendung Vom Scheitel bis zur Sohle wurde in den Fernsehstudios Halle (Saale) produziert und im Vorabendprogramm ausgestrahlt. Hauptinhalte der Sendung waren Mode und Kosmetik, aber auch Frisuren und Fitness wurden thematisiert. Viele Informationen gab es zum Selbstschneidern oder Reparieren von Kleidungsstücken, ebenso kamen technische Aspekte wie der korrekte Umgang mit und die Reparatur von Nähmaschinen zur Sprache.
Die letzte Folge wurde am 17. September 1990 gesendet.